# Veerpolder (Warmond)
De Veerpolder is een polder en voormalig waterschap bij Warmond in de Nederlandse  provincie Zuid-Holland, momenteel in de gemeente Teylingen. Het waterschap was verantwoordelijk voor de drooglegging en later de waterhuishouding in de polder.
De in 1859 gebouwde Veermolen die de polder ooit bemaalde, bemaalt nu als Nieuwe Hofmolen op vrijwillige basis de Hofpolder.

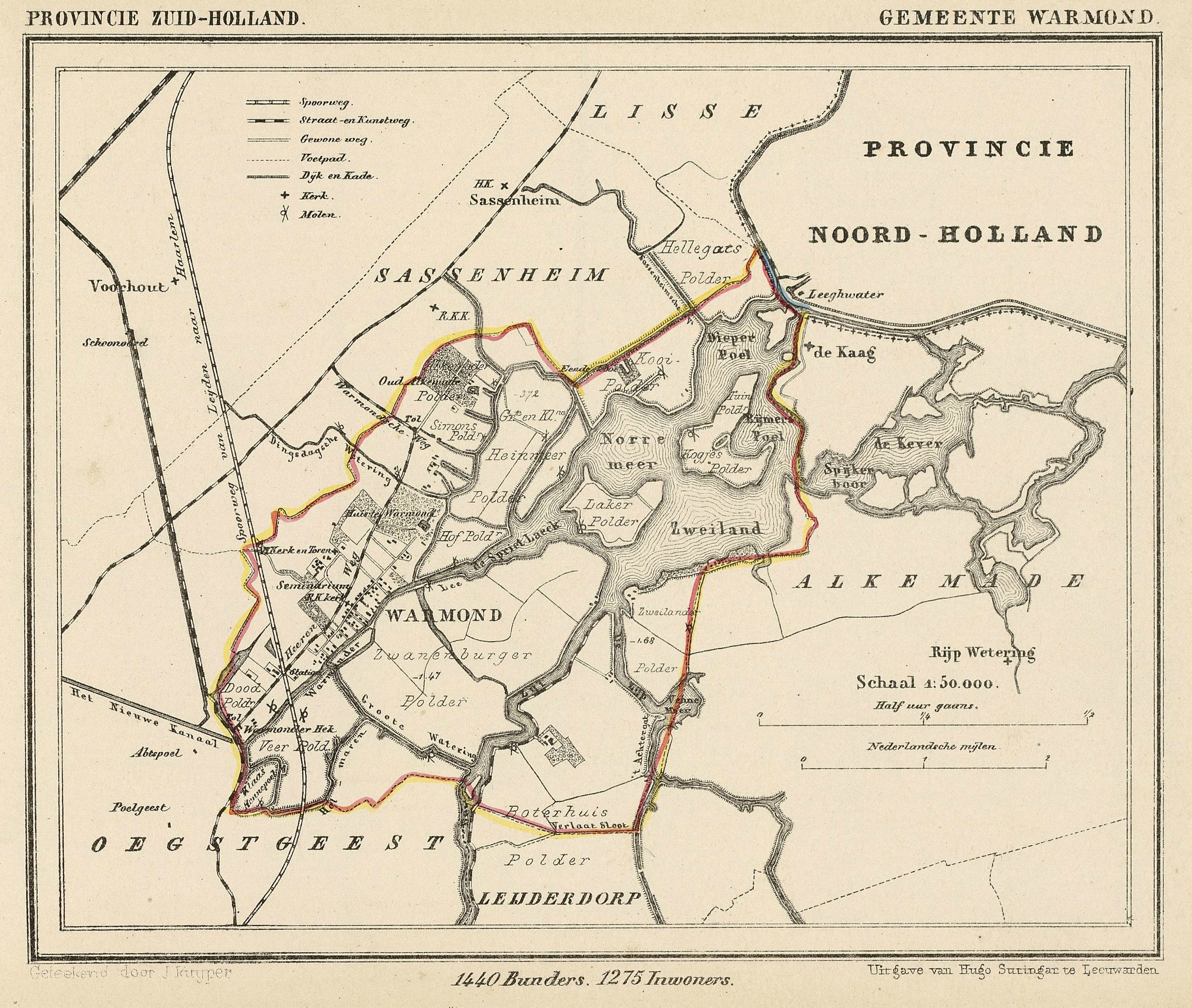
Kaart uit ca. 1865 van de voormalige gemeente Warmond met in het uiterste zuidwesten de Veerpolder.